# Nathalie Colin-Oesterlé
Nathalie Colin-Oesterlé (5 de maio de 1965) é uma advogada e política francesa dos Centristas que foi eleita membro do Parlamento Europeu em 2019.

## Carreira política
Desde que ingressou no Parlamento Europeu nas eleições de 2019, Colin-Oesterlé tem servido na Comissão do Ambiente, da Saúde Pública e da Segurança Alimentar. Em 2020, ela também se juntou ao Comité Especial do Combate ao Cancro.
Para além das suas atribuições nas comissões, Colin-Oesterlé faz parte das delegações do Parlamento para as relações com Israel e para a Assembleia Parlamentar da União para o Mediterrâneo. Ela também é membro do grupo contra o cancro.